# Джонас, Джоан
Джоан Джонас (англ. Joan Jonas; род. 13 июля 1936) — американская художница, пионер видео-арта и перформанса, одна из самых влиятельных женщин-художников, конца 1960-х и начала 1970-х годов. Её творчество также оказало влияние на концептуальное искусство, театр, перформанс и другие визуальные медиа. Живёт и работает в Нью-Йорке и Новой Шотландии в Канаде.

## Биография
Джонас родилась в 1936 году в Нью-Йорке. В 1958 году получила степень бакалавра по истории искусств в Колледже Маунт-Холиок в Саут-Хэдли, штат Массачусетс. Также изучала скульптуру и рисунок в Школе Музея изящных искусств в Бостоне и получила степень магистра искусств в области скульптуры в Колумбийском университете в 1965 году. Активно участвуя в жизни нью-йоркской арт-сцены в 1960-х годах, Джонас в течение двух лет училась у хореографа Триши Браун. Также работала с хореографами Ивонн Райнер и Стивом Пэкстоном.

## Творчество
Хотя Джонас начала свою карьеру в качестве скульптора, к 1968 году она перешла новые, на тот момент, медиа: смешивая перформанс с видео-артом, часто создаваемыми вне помещении и/или в промышленных зданиях. Между 1968—1971, Джонас создала перформанс работы Зеркальные части (Mirror Pieces), в которых в качестве центрального мотива использовались зеркала. В этих ранних перформансах зеркало стало символом автопортрета, репрезентации и реальности вопреки воображению, но также добавляло элемент опасности и связь с аудиторией, которая была неотъемлемой частью перформанса. В фильме «Ветер» (1968) Джонас снимала исполнителей, проходящих через поле зрения против ветра, что придавало хореографии психологическую загадку.
В 1970 году Дожонас со скульптором Ричардом Серрой отправилась в длительную поездку в Японию где она купила свою первую видеокамеру, увидела театр Но, Бунраку и Кабуки. В серии её видео-арт работ под общим названием «Органический мед», снятых в студии в Нью-Йорке между 1972 и 1976 годом, художница, выступившая в роли единственной актрисы, пыталась показать своё альтер эго — «электронную секс-соблазнительницу» — различными методами с помощью видео. В одной из работ, «Визуальная телепатия органического меда» (1972), Джонас проецирует свое фрагментированное изображение на видеоэкран. А в «Беспорядках» (1973) женщина молча плавает под отражением другой женщины. В работе «Задержка песни» (1973), снятой с помощью телеобъективов, и с широкоугольными объективами, были показаны фрагменты поездки Джонас в Японию: театр Но, использующие деревянные блоки и угловато двигающиеся. В видео-интервью для MoMA Джонас описала свою работу как андрогинную. В её более ранних работах отражён поиск женского начала в искусстве, и, в отличие от скульптуры и живописи, в видео-арте доминирование мужчин меньше.
В 1975 году Джонас появилась в фильме «Занят», фотографа Роберта Фрэнка и романиста-сценариста Руди Вурлицера. В 1976 году, в работе «Дерево можжевельника», она пришла к нарративной структуре, состоящей из различных литературных источников, таких как сказки, мифология, поэзия и народные песни, формализуемых в виде очень сложного нелинейного метода повествования. Используя богатые театральные декорации и звук, в «Дереве можжевельника» она пересказала сказку братьев Гримм об архетипической злой мачехе и ее семье.
В 1990-е годы в серии работ «Мой новый театр» она отошла от зависимости физического представления. Работа в трёх частях: танцор из Кейп-Бретона и его местная культуру; собака прыгает через обруч, в то время как Джонас рисует пейзаж; и арт-перформанс с использованием камней, костюмов, памятных предметы, и её собаку. Она также создала «Восстание с помощью мысли об известных местах …» (1992) и «Женщина в колодце» (1996/2000).

## Выставки

### Перформанс
Джонас выполняла свои работы в бесчисленных учреждениях и местах, в том числе:
- Уокер Арт Центр, Миннеаполис (1974)
- Кухня, Нью-Йорк (1975)
- Музей искусств Сан-Франциско (1976)
- Художественный музей Берна (2004)
- Форма, Запах, Чувство вещей, Dia: Beacon (2006)[17]
- Художественный музей Беркли и Тихоокеанский киноархив (2008)[18]
- PERFORMA 13, (2013)[19]
- Art Night (2016)[20]
- Оберлин колледж

### Персональные выставки
- Музей Стеделийк (1994)
- Галерея Розамунд Фелсен, Лос-Анджелес (2003)
- Галерея Пэт Хирн, Нью-Йорк (2003)
- Джоан Джонас: Пять работ, Музей искусств Квинса (2003)[21]
- Джоан Джонас. Light Time Tales , АнгарБикокка, Милан (2014)[22]
- Занавес безопасности., Венская государственная опера, Вена (2014/15)[23]
- Джоан Джонас, Тейт Модерн (2018)[24]

### Групповые выставки
- Documenta, Кассель, Германия (Йонас участвовал шесть раз с 1972 года).[25]
- Точка зрения: современная антология движущегося изображения, Новый музей (2004)[26]
- Ненормальный! Искусство и Феминистская Революция Музей современного искусства, Лос-Анджелес (2007)[27]

## Признание
Джонас была награждена стипендиями и грантами по хореографии, видео-арту и изобразительному искусству от Национального фонда искусств; Фонда Рокфеллера ; Фонда современного искусства телевидения (CAT); Телевизионной лаборатории в WNET / 13, Нью-Йорк; Телевизионной мастерской художников на WXXI-TV, Рочестер, Нью-Йорк; и Deutscher Akademischer Austausch Dienst (DAAD). Джонас получила премию Музея современного искусства префектуры Хёге на Токийском международном фестивале видеоарта, премию Polaroid за видео и премию Американского института кино Майя Дерен за видео.
В 2009 году Джонас была удостоена награды Lifetime Achievement Award от музея Соломона Р. Гуггенхайма
В 2016 году Джонас была названа Иконой искусства (Art Icon 2016) Whitechapel Gallery.
В 2018 году награждена премией Киото.
Джонас получала награды от Anonymous Was A Woman (1998); Фонда Рокфеллера (1990 год); Награду Майя Дерена Американского института кино за видео (1989); Фонда Гуггенхайма (1976 год); и Национального фонда искусств (1974).

## Арт-маркет
Джоан Джонас выставляется в Нью-Йорке в галерее Гэвина Брауна а в Лос-Анджелесе в галерее Розамунд Фелсен